# Hirsisaari (ö i Södra Karelen)
Hirsisaari är en ö i Finland. Den ligger i sjön Saimen och i kommunerna Ruokolax och Villmanstrand och landskapet Södra Karelen, i den södra delen av landet, 230 km nordost om huvudstaden Helsingfors. Öns area är 0,5 hektar och dess största längd är 120 meter i nord-sydlig riktning.